# برانکو جوریچ
برانکو جوریچ (بوسنیایی: Branko Đurić؛ زادهٔ ۲۸ مهٔ ۱۹۶۲) موسیقی‌دان، خواننده، صداپیشه، بازیگر، کمدین و کارگردان فیلم اهل بوسنی و هرزگوین است.
از فیلم‌ها یا برنامه‌های تلویزیونی که وی در آن نقش داشته است، می‌توان به بدنامی، درمانگاه کوچک ما، دوران کولی‌ها، سرزمین هیچ‌کس، فرار گربه، در سرزمین خون و عسل، دوبار متولد شد و تریاژ اشاره کرد.